# 船岡町 (鳥取県)
船岡町（ふなおかちょう）は、かつて鳥取県の東部にあった町である。八頭郡に属した。本項では、町制前の名称でもある船岡村（ふなおかそん）についても述べる。
2005年（平成17年）3月31日に合併により八頭町となった。

## 歴史
- 1889年（明治22年）10月1日 - 町村制の施行により、八上郡船岡村・破岩村・下村・坂田村の区域をもって船岡村が発足。
- 1896年（明治29年）4月1日 - 船岡村の所属郡が八頭郡に変更。
- 1952年（昭和27年）
  - 11月1日 - 船岡村が町制施行して船岡町となる。
  - 11月3日 - 隼村・大伊村と合併し、改めて船岡町が発足。
- 2005年（平成17年）3月31日 - 郡家町・八東町と合併して八頭町が発足[1]。同日船岡町廃止。

## 概要
旧船岡町役場は現在、八頭町役場船岡庁舎となっている。

### 姉妹都市
- 大安市 - 中華人民共和国 吉林省
  - 1996年12月13日、友好交流協定締結

### 教育
下記の学校は全て八頭町立となった。2015年に船岡中学校が八頭町内の中学校と統合されて八頭中学校に、2017年には下記の小学校3校が統合され、新しい船岡小学校となった。
- 小学校
  - 船岡町立船岡小学校
  - 船岡町立隼小学校
  - 船岡町立大江小学校
- 中学校
  - 船岡町立船岡中学校

## 交通

### 鉄道
- 若桜鉄道若桜線:因幡船岡駅 - 隼駅
  - 中心となる駅：因幡船岡駅

### 道路
- 町内を走る一般国道
  - 国道29号
  - 国道482号
- 町内を走る県道
  - 鳥取県道32号郡家鹿野気高線
  - 鳥取県道302号大坪隼停車場線